# Hypnum trachypodium
Hypnum trachypodium là một loài Rêu trong họ Hypnaceae. Loài này được (Funck ex Brid.) Müll. Hal. mô tả khoa học đầu tiên năm 1851.